# Dobrik (rejon uniecki)
Dobrik (ros. Добрик) – wieś (dieriewnia) w Rosji, w obwodzie briańskim, w rejonie unieckim. W 2010 liczyła 174 mieszkańców.